# 2018-as úszó-Európa-bajnokság
A 2018-as úszó-Európa-bajnokságot augusztus 3. és 12. között rendezték Nagy-Britanniában, a skóciai Glasgow-ban, Edinburgh-ban és Luss-ban. Az esemény része volt az első multisport Európa-bajnokságnak, amelyet Skóciában és Berlinben rendeztek.

## Helyszínek
Az úszás a glasgow-i Tollcross International Swimming Centre-ben, a műugrás az Edinburgh-i Royal Commonwealth Poolban, a nyílt vízi úszás a Loch Lomondnál, míg a szinkronúszás a Scotstoun Sports Campusban volt.

## Összesített éremtáblázat
Rendező
    Magyarország
| Helyezés | Nemzet         | Arany | Ezüst | Bronz | Összesen |
| 1.       | Oroszország    | 23    | 15    | 9     | 47       |
| 2.       | Nagy-Britannia | 13    | 12    | 9     | 34       |
| 3.       | Olaszország    | 8     | 12    | 19    | 39       |
| 4.       | Magyarország   | 6     | 4     | 2     | 12       |
| 5.       | Ukrajna        | 5     | 6     | 2     | 13       |
| 6.       | Hollandia      | 5     | 5     | 2     | 12       |
| 7.       | Franciaország  | 4     | 2     | 6     | 12       |
| 8.       | Svédország     | 4     | 0     | 0     | 4        |
| 9.       | Németország    | 3     | 6     | 10    | 19       |
| 10.      | Svájc          | 1     | 0     | 1     | 2        |
| 11.      | Dánia          | 0     | 3     | 1     | 4        |
| 12.      | Litvánia       | 0     | 2     | 0     | 2        |
| 13.      | Spanyolország  | 0     | 1     | 4     | 5        |
| 14.      | Görögország    | 0     | 1     | 1     | 2        |
| 14.      | Lengyelország  | 0     | 1     | 1     | 2        |
| 16.      | Norvégia       | 0     | 1     | 0     | 1        |
| 16.      | Románia        | 0     | 1     | 0     | 1        |
| 18.      | Belgium        | 0     | 0     | 1     | 1        |
| 18.      | Finnország     | 0     | 0     | 1     | 1        |
| 18.      | Írország       | 0     | 0     | 1     | 1        |
| 18.      | Örményország   | 0     | 0     | 1     | 1        |
| 18.      | Szlovénia      | 0     | 0     | 1     | 1        |
| Összesen | Összesen       | 72    | 72    | 72    | 216      |

## A magyar versenyzők eredményei
| Érem  | Versenyző         | Versenyszám      | Versenyszám          | Dátum         |
| ----- | ----------------- | ---------------- | -------------------- | ------------- |
| Arany | Milák Kristóf     | úszás            | Férfi 200 m pillangó | augusztus 5.  |
| Arany | Kapás Boglárka    | úszás            | Női 200 m pillangó   | augusztus 6.  |
| Arany | Rasovszky Kristóf | nyílt vízi úszás | Férfi 5 km           | augusztus 8.  |
| Arany | Hosszú Katinka    | úszás            | Női 200 m vegyes     | augusztus 8.  |
| Arany | Verrasztó Dávid   | úszás            | Férfi 400 m vegyes   | augusztus 9.  |
| Arany | Rasovszky Kristóf | nyílt vízi úszás | Férfi 25 km          | augusztus 12. |
| Ezüst | Késely Ajna       | úszás            | Női 800 m gyors      | augusztus 4.  |
| Ezüst | Kenderesi Tamás   | úszás            | Férfi 200 m pillangó | augusztus 5.  |
| Ezüst | Rasovszky Kristóf | nyílt vízi úszás | Férfi 10 km          | augusztus 9.  |
| Ezüst | Késely Ajna       | úszás            | Női 400 m gyors      | augusztus 9.  |
| Bronz | Késely Ajna       | úszás            | Női 1500 m gyors     | augusztus 7.  |
| Bronz | Burián Katalin    | úszás            | Női 200 m hát        | augusztus 9.  |

## Eredmények
- WR – világrekord
- ER – Európa-rekord
- CR – Európa-bajnoki rekord
- NR – országos rekord
- WJ – junior világrekord
- EJ – junior Európa-rekord
- A csillaggal (*) jelölt versenyzők a váltók előfutamában szerepeltek.

### Úszás

#### Férfiak
| Versenyszám           | Arany | Arany          | Ezüst | Ezüst    | Bronz | Bronz    |
| --------------------- | --- | -------------- | --- | -------- | --- | -------- |
| 50 m gyorsúszás       | Ben Proud · Nagy-Britannia | 21,34          | Kristian Gkolomeev · Görögország | 21,44    | Andrea Vergani · Olaszország | 21,68    |
| 100 m gyorsúszás      | Alessandro Miressi · Olaszország | 48,01          | Duncan Scott · Nagy-Britannia | 48,23    | Mehdy Metella · Franciaország | 48,24    |
| 200 m gyorsúszás      | Duncan Scott · Nagy-Britannia | 1:45,34        | Danas Rapšys · Litvánia | 1:46,07  | Mihail Dovgaljuk · Oroszország | 1:46,15  |
| 400 m gyorsúszás      | Mihajlo Romancsuk · Ukrajna | 3:45,18        | Henrik Christiansen · Norvégia | 3:47,07  | Henning Mühlleitner · Németország | 3:47,18  |
| 800 m gyorsúszás      | Mihajlo Romancsuk · Ukrajna | 7:42,96        | Gregorio Paltrinieri · Olaszország | 7:45,12  | Florian Wellbrock · Németország | 7:45,60  |
| 1500 m gyorsúszás     | Florian Wellbrock · Németország | 14:36,15       | Mihajlo Romancsuk · Ukrajna | 14:36,88 | Gregorio Paltrinieri · Olaszország | 14:42,85 |
|                       | |                | |          | |          |
| 50 m hátúszás         | Kliment Kolesznyikov · Oroszország | 24,00 WR       | Robert Glință · Románia | 24,55    | Shane Ryan · Írország | 24,64    |
| 100 m hátúszás        | Kliment Kolesznyikov · Oroszország | 52,53 WJ       | Jevgenyij Rilov · Oroszország | 52,74    | Apostolos Christou · Görögország | 53,72    |
| 200 m hátúszás        | Jevgenyij Rilov · Oroszország | 1:53,36 ER, CR | Radosław Kawęcki · Lengyelország | 1:56,07  | Matteo Restivo · Olaszország | 1:56,29  |
|                       | |                | |          | |          |
| 50 m mellúszás        | Adam Peaty · Nagy-Britannia | 26,09 CR       | Fabio Scozzoli · Olaszország | 26,79    | Peter Stevens · Szlovénia | 27,06    |
| 100 m mellúszás       | Adam Peaty · Nagy-Britannia | 57,10 WR       | James Wilby · Nagy-Britannia | 58,64    | Anton Csupkov · Oroszország | 59,06    |
| 200 m mellúszás       | Anton Csupkov · Oroszország | 2:06,80 CR, ER | James Wilby · Nagy-Britannia | 2:08,39  | Luca Pizzini · Olaszország | 2:08,54  |
|                       | |                | |          | |          |
| 50 m pillangóúszás    | Andrij Hovorov · Ukrajna | 22,48 CR       | Ben Proud · Nagy-Britannia | 22,78    | Oleg Kosztyin · Oroszország | 22,97    |
| 100 m pillangóúszás   | Piero Codia · Olaszország | 50,64 CR       | Mehdy Metella · Franciaország | 51,24    | James Guy · Nagy-Britannia | 51,42    |
| 200 m pillangóúszás   | Milák Kristóf · Magyarország | 1:52,79 CR     | Kenderesi Tamás · Magyarország | 1:54,36  | Federico Burdisso · Olaszország | 1:55,97  |
|                       | |                | |          | |          |
| 200 m vegyesúszás     | Jérémy Desplanches · Svájc | 1:57,04        | Philip Heintz · Németország | 1:57,83  | Max Litchfield · Nagy-Britannia | 1:57,96  |
| 400 m vegyesúszás     | Verrasztó Dávid · Magyarország | 4:10,65        | Max Litchfield · Nagy-Britannia | 4:11,00  | Joan Lluis Pons · Spanyolország | 4:14,26  |
|                       | |                | |          | |          |
| 4 × 100 m gyorsúszás  | Oroszország · Jevgenyij Rilov (48,62) · Danyila Izotov (48,61) · Vlagyimir Morozov (47,61) · Kliment Kolesznyikov (47,39) · Vlagyiszlav Grinyov* · Ivan Kuzmenko* · Szergej Feszikov* · Andrej Zsilkin* | 3:12,23        | Olaszország · Luca Dotto (48,63) · Ivano Vendrame (48,73) · Lorenzo Zazzeri (48,55) · Alessandro Miressi (46,99)                                                                                      | 3:12,90  | Lengyelország · Jan Świtkowski (48,68) · Konrad Czerniak (49,04) · Jakub Kraska (48,07) · Kacper Majchrzak (48,41) · Jan Hołub*                           | 3:14,20  |
| 4 × 200 m gyorsúszás  | Nagy-Britannia · Calum Jarvis (1:47,17) · Duncan Scott (1:45,48) · Thomas Dean (1:47,07) · James Guy (1:45,60) · Stephen Milne* · Cameron Kurle*                                                        | 7:05,32 CR     | Oroszország · Mihail Vekoviscsev (1:46,78) · Martyin Maljutyin (1:46,84) · Danyila Izotov (1:46,86) · Mihail Dovgaljuk (1:46,18) · Vjacseszlav Andruszenko*                                           | 7:06,66  | Olaszország · Alessio Proietti Colonna (1:48,20) · Filippo Megli (1:45,44) · Matteo Ciampi (1:46,49) · Mattia Zuin (1:47,45) · Stefano Di Cola*           | 7:07,58  |
|                       | |                | |          | |          |
| 4 × 100 m vegyesúszás | GBR · Nicholas Pyle (54,58) · Adam Peaty (57,60) · James Guy (50,91) · Duncan Scott (47,35) · Brodie Williams* · James Wilby* · Jacob Peters*                                                           | 3:30,44 CR     | RUS · Kliment Kolesznyikov (52,77) · Anton Csupkov (1:00,40) · Egor Kuimov (51,42) · Vlagyimir Morozov (47,44) · Jevgenyij Rilov* · Kirill Prigoda* · Alekszandr Szadovnyikov* · Vlagyiszlav Grinyov* | 3:32,03  | GER · Christian Diener (54,19) · Fabian Schwingenschlögl (1:00,00) · Marius Kusch (51,58) · Damian Wierling (47,75) · Jan-Philip Glania* · Philip Heintz* | 3:33,52  |

#### Nők
| Versenyszám           | Arany | Arany      | Ezüst | Ezüst      | Bronz | Bronz    |
| --------------------- | --- | ---------- | --- | ---------- | --- | -------- |
| 50 m gyorsúszás       | Sarah Sjöström · Svédország | 23,74 CR   | Pernille Blume · Dánia | 23,75      | Ranomi Kromowidjojo · Hollandia | 24,21    |
| 100 m gyorsúszás      | Sarah Sjöström · Svédország | 52.93 CR   | Femke Heemskerk · Hollandia | 53.23      | Charlotte Bonnet · Franciaország | 53.35    |
| 200 m gyorsúszás      | Charlotte Bonnet · Franciaország | 1:54,95 CR | Femke Heemskerk · Hollandia | 1:56,72    | Anasztaszija Guzsenkova · Oroszország                                                                                                  | 1:56,77  |
| 400 m gyorsúszás      | Simona Quadarella · Olaszország | 4:03,35    | Késely Ajna · Magyarország | 4:03,57 EJ | Holly Hibbott · Nagy-Britannia | 4:05,01  |
| 800 m gyorsúszás      | Simona Quadarella · Olaszország | 8:16,45    | Késely Ajna · Magyarország | 8:22,01 EJ | Anna Jegorova · Oroszország | 8:24,71  |
| 1500 m gyorsúszás     | Simona Quadarella · Olaszország | 15:51,61   | Sarah Köhler · Németország | 15:57,85   | Késely Ajna · Magyarország | 16:03,22 |
|                       | |            | |            | |          |
| 50 m hátúszás         | Georgia Davies · Nagy-Britannia | 27,23      | Anasztaszija Feszikova · Oroszország | 27,31      | Mimosa Jallow · Finnország | 27,70    |
| 100 m hátúszás        | Anasztaszija Feszikova · Oroszország | 59,19      | Georgia Davies · Nagy-Britannia | 59,36      | Carlotta Zofkova · Olaszország | 59,61    |
| 200 m hátúszás        | Margherita Panziera · Olaszország | 2:06,18 CR | Darja Usztyinova · Oroszország | 2:07,12    | Burián Katalin · Magyarország | 2:07,43  |
|                       | |            | |            | |          |
| 50 m mellúszás        | Julija Jefimova · Oroszország | 29,81      | Imogen Clark · Nagy-Britannia | 30,34      | Arianna Castiglioni · Olaszország | 30,41    |
| 100 m mellúszás       | Julija Jefimova · Oroszország | 1:05,53 CR | Rūta Meilutytė · Litvánia | 1:06,26    | Arianna Castiglioni · Olaszország | 1:06,54  |
| 200 m mellúszás       | Julija Jefimova · Oroszország | 2:21,31    | Jessica Vall · Spanyolország | 2:23,02    | Molly Renshaw · Nagy-Britannia | 2:23,43  |
|                       | |            | |            | |          |
| 50 m pillangóúszás    | Sarah Sjöström · Svédország | 25,16      | Emilie Beckmann · Dánia | 25,72      | Kimberly Buys · Belgium | 25,74    |
| 100 m pillangóúszás   | Sarah Sjöström · Svédország | 56,23      | Szvetlana Csimrova · Oroszország | 57,40      | Elena Di Liddo · Olaszország | 57,68    |
| 200 m pillangóúszás   | Kapás Boglárka · Magyarország | 2:07,13    | Szvetlana Csimrova · Oroszország | 2:07,33    | Alys Thomas · Nagy-Britannia | 2:07,42  |
|                       | |            | |            | |          |
| 200 m vegyesúszás     | Hosszú Katinka · Magyarország | 2:10,17    | Ilaria Cusinato · Olaszország | 2:10,25    | Maria Ugolkova · Svájc | 2:10,83  |
| 400 m vegyesúszás     | Fantine Lesaffre · Franciaország | 4:34,17    | Ilaria Cusinato · Olaszország | 4:35,05    | Hannah Miley · Nagy-Britannia | 4:35,34  |
|                       | |            | |            | |          |
| 4 × 100 m gyorsúszás  | Franciaország · Marie Wattel (54,35) · Charlotte Bonnet (52,20) · Margaux Fabre (54,41) · Béryl Gastaldello (53,69) · Anouchka Martin* · Assia Touati*                              | 3:34,65    | Hollandia · Kim Busch (54,75) · Femke Heemskerk (52,33) · Kira Toussaint (54,47) · Ranomi Kromowidjojo (53,22) · Marjolein Delno*                          | 3:34,77    | Dánia · Pernille Blume (52,83) · Signe Bro (54,59) · Julie Kepp Jensen (55,19) · Mie Nielsen (54,42) · Emily Gantriis*                 | 3:37,03  |
| 4 × 200 m gyorsúszás  | Nagy-Britannia · Ellie Faulkner (1:59,25) · Kathryn Greenslade (1:57,94) · Holly Hibbott (1:58,46) · Freya Anderson (1:56,00) · Lucy Hope*                                          | 7:51,65    | Oroszország · Valeriya Salamatina (1:58,72) · Anna Egorova (1:58,18) · Arina Openysheva (1:58,48) · Anasztaszija Guzsenkova (1:57,49) · Irina Krivonogova* | 7:52,87    | Németország · Reva Foos (1:58,90) · Isabel Marie Gose (1:58,22) · Sarah Köhler (1:58,99) · Annika Bruhn (1:57,65) · Marie Pietruschka* | 7:53,76  |
|                       | |            | |            | |          |
| 4 × 100 m vegyesúszás | RUS · Anasztaszija Feszikova (59,56) · Julija Jefimova (1:03,95) · Szvetlana Csimrova (57,34) · Maria Kameneva (53,37) · Darja Usztyinova* · Vitalina Simonova* · Arina Openysheva* | 3:54,22 CR | DEN · Mie Nielsen (59,76) · Rikke Møller Pedersen (1:07,50) · Emilie Beckmann (57,66) · Pernille Blume (51,77)                                             | 3:56,69    | GBR · Georgia Davies (59,44) · Siobhan-Marie O'Connor (1:07,22) · Alys Thomas (57,56) · Freya Anderson (52,69) · Kathleen Dawson*      | 3:56,91  |

#### Vegyes
| Versenyszám           | Arany | Arany          | Ezüst | Ezüst   | Bronz | Bronz      |
| --------------------- | --- | -------------- | --- | ------- | --- | ---------- |
| 4 × 100 m gyorsúszás  | Franciaország · Jérémy Stravius (48,81) · Mehdy Metella (47,45) · Marie Wattel (53,47) · Charlotte Bonnet (52,34) · Maxime Grousset* · Margaux Fabre* · Béryl Gastaldello* | 3:22,07 CR     | Hollandia · Nyls Korstanje (49,40) · Stan Pijnenburg (48,74) · Femke Heemskerk (52,62) · Ranomi Kromowidjojo (53,21) · Kyle Stolk* · Kira Toussaint*                                                                                   | 3:23,97 | Oroszország · Kliment Kolesznyikov (48,45) · Vlagyiszlav Grinyov (47,69) · Maria Kameneva (53,90) · Arina Openysheva (54,46) · Danyila Izotov* · Rozaliya Nasretdinova*           | 3:24,50 NR |
| 4 × 200 m gyorsúszás  | Németország · Jacob Heidtmann (1:46,52) · Henning Mühlleitner (1:47,32) · Reva Foos (1:58,25) · Annika Bruhn (1:56,34) · Marius Zobel* · Isabel Marie Gose*                | 7:28,43 CR     | Oroszország · Mihail Vekoviscsev (1:47,10) · Mihail Dovgaljuk (1:47,37) · Valeriya Salamatina (1:56,18) · Viktoriya Andreeva (1:58,72) · Martyin Maljutyin* · Vjacseszlav Andruszenko* · Irina Krivonogova* · Anasztaszija Guzsenkova* | 7:29,37 | Nagy-Britannia · Stephen Milne (1:47,77) · Craig McLean (1:48,34) · Kathryn Greenslade (1:57,81) · Freya Anderson (1:55,80) · Cameron Kurle* · Holly Hibbott*                     | 7:29,72    |
| 4 × 100 m vegyesúszás | Nagy-Britannia · Georgia Davies (59,12) · Adam Peaty (57,27) · James Guy (50,96) · Freya Anderson (52,83) · Nicholas Pyle* · Charlotte Atkinson*                           | 3:40,18 ER, CR | Oroszország · Kliment Kolesznyikov (52,51) · Julija Jefimova (1:05,07) · Svetlana Chimrova (57,30) · Vlagyimir Morozov (47,83) · Grigoriy Tarasevich* · Ilya Khomenko* · Viktoriya Andreyeva* · Maria Kameneva*                        | 3:42,71 | Olaszország · Margherita Panziera (1:00,11) · Fabio Scozzoli (59,46) · Elena Di Liddo (57,68) · Alessandro Miressi (47,60) · Matteo Restivo* · Arianna Castiglioni* · Luca Dotto* | 3:44,85    |

### Nyílt vízi úszás

#### Férfi
| Versenyszám | Arany                            | Arany     | Ezüst                            | Ezüst     | Bronz                          | Bronz     |
| ----------- | -------------------------------- | --------- | -------------------------------- | --------- | ------------------------------ | --------- |
| 5 km        | Rasovszky Kristóf · Magyarország | 52:38,9   | Axel Reymond · Franciaország     | 52:41,7   | Logan Fontaine · Franciaország | 52:44,4   |
| 10 km       | Ferry Weertman · Hollandia       | 1:49:28,2 | Rasovszky Kristóf · Magyarország | 1:49:28,2 | Rob Muffels · Németország      | 1:49:33,7 |
| 25 km       | Rasovszky Kristóf · Magyarország | 4:57.53,5 | Kirill Beljajev · Oroszország    | 4:57:54,6 | Matteo Furlan · Olaszország    | 4:57:55,8 |

#### Női
| Versenyszám | Arany                             | Arany     | Ezüst                               | Ezüst     | Bronz                         | Bronz     |
| ----------- | --------------------------------- | --------- | ----------------------------------- | --------- | ----------------------------- | --------- |
| 5 km        | Sharon van Rouwendaal · Hollandia | 56:01,0   | Leonie Beck · Németország           | 56:17,8   | Rachele Bruni · Olaszország   | 56:49,7   |
| 10 km       | Sharon van Rouwendaal · Hollandia | 1:54:45,7 | Giulia Gabbrielleschi · Olaszország | 1:54:53,0 | Esmee Vermeulen · Hollandia   | 1:55:27,4 |
| 25 km       | Arianna Bridi · Olaszország       | 5:19:34,6 | Sharon van Rouwendaal · Hollandia   | 5:19:34,7 | Lara Grangeon · Franciaország | 5:19:42,9 |

#### Csapat
| Versenyszám  | Arany                                                                               | Arany   | Ezüst                                                                        | Ezüst   | Bronz                                                                         | Bronz   |
| ------------ | ----------------------------------------------------------------------------------- | ------- | ---------------------------------------------------------------------------- | ------- | ----------------------------------------------------------------------------- | ------- |
| Csapat, 5 km | Hollandia · Esmee Vermeulen · Sharon van Rouwendaal · Pepijn Smits · Ferry Weertman | 52:35,0 | Németország · Leonie Beck · Sarah Köhler · Sören Meißner · Florian Wellbrock | 52:35,6 | Franciaország · Lara Grangeon · David Aubry · Lisa Pou · Marc-Antoine Olivier | 52:46,7 |

### Műugrás

#### Férfiak
| Versenyszám           | Arany                                              | Arany  | Ezüst                                          | Ezüst  | Bronz                                                 | Bronz  |
| --------------------- | -------------------------------------------------- | ------ | ---------------------------------------------- | ------ | ----------------------------------------------------- | ------ |
| 1 m-es műugrás        | Jack Laugher · Nagy-Britannia                      | 414,60 | Giovanni Tocci · Olaszország                   | 401,10 | James Heatly · Nagy-Britannia                         | 391,70 |
| 3 m-es műugrás        | Jack Laugher · Nagy-Britannia                      | 525,95 | Ilja Zaharov · Oroszország                     | 519,05 | Jevgenyij Kuznyecov · Oroszország                     | 508,05 |
| 10 m-es toronyugrás   | Alekszandr Bondar · Oroszország                    | 542,05 | Nyikita Slejher · Oroszország                  | 481,15 | Benjamin Auffret · Franciaország                      | 480,60 |
| 3 m-es szinkronugrás  | Oroszország · Jevgenyij Kuznyecov · Ilja Zaharov   | 431,16 | Nagy-Britannia · Jack Laugher · Chris Mears    | 430,62 | Németország · Patrick Hausding · Lars Rüdiger         | 394,77 |
| 10 m-es szinkronugrás | Oroszország · Alekszandr Bondar · Viktor Minibajev | 423,12 | Nagy-Britannia · Matthew Dixon · Noah Williams | 399,90 | Örményország · Vlagyimir Harutunjan · Lev Szargiszjan | 396,84 |

#### Nők
| Versenyszám           | Arany                                            | Arany  | Ezüst                                                     | Ezüst  | Bronz                                              | Bronz  |
| --------------------- | ------------------------------------------------ | ------ | --------------------------------------------------------- | ------ | -------------------------------------------------- | ------ |
| 1 m-es műugrás        | Marija Poljakova · Oroszország                   | 285,55 | Nagyezsda Bazsina · Oroszország                           | 276,00 | Elena Bertocchi · Olaszország                      | 271,25 |
| 3 m-es műugrás        | Grace Reid · Nagy-Britannia                      | 329,40 | Alicia Blagg · Nagy-Britannia                             | 327,70 | Tina Punzel · Németország                          | 324,65 |
| 10 m-es toronyugrás   | Celine van Duijn · Hollandia                     | 319,10 | Bátki Noémi · Olaszország                                 | 315,00 | Maria Kurjo · Németország                          | 308,15 |
| 3 m-es szinkronugrás  | Olaszország · Elena Bertocchi · Chiara Pellacani | 289,26 | Németország · Lena Hentschel · Tina Punzel                | 286,80 | Oroszország · Nagyezsda Bazsina · Krisztina Ilinih | 282,90 |
| 10 m-es szinkronugrás | Nagy-Britannia · Eden Cheng · Lois Toulson       | 289,74 | Oroszország · Jekatyerina Beljajeva · Julija Tyimosinyina | 288,60 | Németország · Maria Kurjo · Elena Wassen           | 284,64 |

#### Vegyes
| Versenyszám        | Arany                                               | Arany  | Ezüst                                       | Ezüst  | Bronz                                                   | Bronz  |
| ------------------ | --------------------------------------------------- | ------ | ------------------------------------------- | ------ | ------------------------------------------------------- | ------ |
| 3 m szinkronugrás  | Németország · Tina Punzel · Lou Massenberg          | 313,50 | Nagy-Britannia · Grace Reid · Ross Haslam   | 308,67 | Ukrajna · Viktorija Keszar · Sztaniszlav Olifercsik     | 291,81 |
| 10 m szinkronugrás | Oroszország · Julija Tyimosinyina · Nyikita Slejher | 309,63 | Nagy-Britannia · Lois Toulson · Matthew Lee | 307,80 | Németország · Christina Wassen · Florian Fandler        | 278,64 |
| Csapatverseny      | Ukrajna · Szofija Liszkun · Oleg Kologyij           | 355,90 | Németország · Maria Kurjo · Lou Massenberg  | 352,60 | Oroszország · Julija Tyimosinyina · Jevgenyij Kuznyecov | 349,55 |

### Szinkronúszás
| Versenyszám           | Arany | Arany   | Ezüst | Ezüst   | Bronz | Bronz   |
| --------------------- | --- | ------- | --- | ------- | --- | ------- |
| egyéni rövid program  | Oroszország · Szvetlana Kolesznyicsenko | 93,4816 | Ukrajna · Yelyzaveta Yakhno | 91,3517 | Olaszország · Linda Cerruti | 90,1778 |
| egyéni szabad program | Oroszország · Szvetlana Kolesznyicsenko | 94,9333 | Olaszország · Linda Cerruti | 92,5000 | Ukrajna · Yelyzaveta Yakhno | 92,1333 |
| páros rövid program   | Oroszország · Szvetlana Kolesznyicsenko · Varvara Subbotina | 95,1035 | Ukrajna · Anastasiya Savchuk · Yelyzaveta Yakhno | 92,6188 | Olaszország · Linda Cerruti · Costanza Ferro | 89,7519 |
| páros szabad program  | Oroszország · Szvetlana Kolesznyicsenko · Varvara Subbotina | 96,7000 | Ukrajna · Anastasiya Savchuk · Yelyzaveta Yakhno | 93,4000 | Olaszország · Linda Cerruti · Costanza Ferro | 92,1333 |
| csapat szabad program | Oroszország · Anastasia Arkhipovskaya · Anastasia Bayandina · Daria Bayandina · Marina Goliadkina · Veronika Kalinina · Polina Komar · Polina Shurochkina · Darina Valitova · Mikhaela Kalancha                                                        | 97,0333 | Ukrajna · Valeria Aprielieva · Veronika Hryshko · Oleksandra Kashuba · Yana Nariezhna · Kateryna Reznik · Anastasiya Savchuk · Alina Shynkarenko · Yelyzaveta Yakhno · Maryna Aleksiiva · Oleksandra Kovalenko                  | 94,6000 | Olaszország · Beatrice Callegari · Linda Cerruti · Francesca Deidda · Costanza Di Camillo · Costanza Ferro · Gemma Galli · Alessia Pezone · Enrica Piccoli · Domiziana Cavanna · Federica Sala | 92,2333 |
| kombinációs kűr       | Ukrajna · Maryna Aleksiiva · Vladyslava Aleksiiva · Valeriia Aprielieva · Marta Fiedina · Oleksandra Kashuba · Yana Nariezhna · Kateryna Reznik · Anastasiya Savchuk · Alina Shynkarenko · Yelyzaveta Yakhno · Veronika Hryshko · Oleksandra Kovalenko | 94,4667 | Olaszország · Beatrice Callegari · Domiziana Cavanna · Linda Cerruti · Francesca Deidda · Costanza Di Camillo · Costanza Ferro · Gemma Galli · Alessia Pezone · Enrica Piccoli · Federica Sala · Marta Murru · Francesca Zunino | 92,6000 | Spanyolország · Leyre Abadía · Abril Conesa · Berta Ferreras · Emma García · María Juárez · Meritxell Mas · Elena Melián · Paula Ramírez · Sara Saldaña · Blanca Toledano · Iris Tió           | 91,4667 |
| Vegyes rövid program  | Oroszország · Mayya Gurbanberdieva · Alekszandr Malcev | 89,5853 | Olaszország · Manila Flamini · Giorgio Minisini | 88,6973 | Spanyolország · Berta Ferreras · Pau Ribes | 82,3217 |
| Vegyes szabad program | Oroszország · Mayya Gurbanberdieva · Alekszandr Malcev | 92,4000 | Olaszország · Manila Flamini · Giorgio Minisini | 90,7333 | Spanyolország · Berta Ferreras · Pau Ribes | 85,4333 |